# Destrucció de l'hàbitat

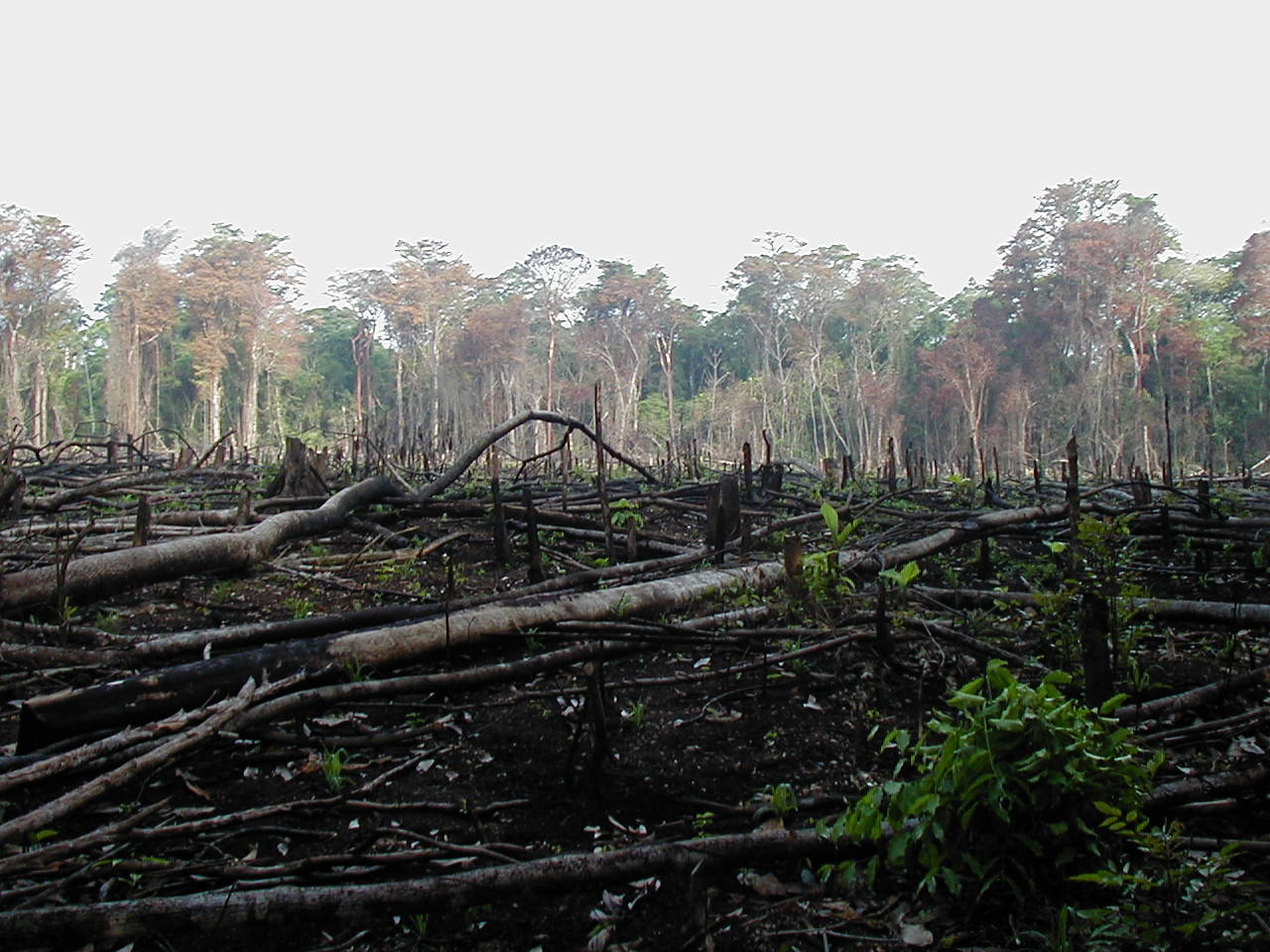
Jungla cremada per a fer-hi agricultura al sud de Mèxic

La destrucció d'hàbitat és un procés de canvi en l'ús de la terra, en què un tipus d'hàbitat és eliminat i reemplaçat per un altre. En el procés del canvi d'ús de la terra, les plantes i animals que utilitzaven el lloc són reemplaçats o destruïts. Generalment això resulta en l'alteració o destrucció de la biodiversitat.

## Impacte en els organismes
En el terme més senzill, quan es destrueix un hàbitat, les plantes, animals i altres organismes que van ocupar l'hàbitat tenen una capacitat de transport reduïda de manera que les poblacions disminueixen i l'extinció esdevé més probable. Potser la major amenaça per als organismes i la biodiversitat és el procés de pèrdua d'hàbitat. Temple (1986) va trobar que el 82% de les espècies d'ocells en perill d'extinció es van veure amenaçades significativament per la pèrdua d'hàbitat. La majoria d'espècies d'amfibis també estan amenaçades per la pèrdua d'hàbitat, i algunes espècies ara només crien en hàbitat modificat. Els organismes endèmics amb intervals limitats són els més afectats per la destrucció de l'hàbitat, principalment perquè aquests organismes no es troben a cap altre lloc del món i, per tant, tenen menys possibilitats de recuperar-se. Molts organismes endèmics tenen requisits molt específics per a la seva supervivència que només es poden trobar dins d'un determinat ecosistema, donant lloc a la seva extinció. L'extinció també pot tenir lloc molt temps després de la destrucció de l'hàbitat, fenomen conegut com a deute d'extinció. La destrucció d'hàbitat també pot disminuir el rang de determinades poblacions d'organismes. Això pot donar lloc a la reducció de la diversitat genètica i potser a la producció de joves infèrtils, ja que aquests organismes tindrien una possibilitat més alta d'aparellar-se amb organismes relacionats dins de la seva població o espècies diferents. Un dels exemples més famosos és l'impacte sobre el panda gegant de la Xina, un cop trobat a tot el país. Ara només es troba en regions fragmentades i aïllades del sud-oest del país, com a conseqüència d'una desforestació generalitzada al segle xx.

## Geografia

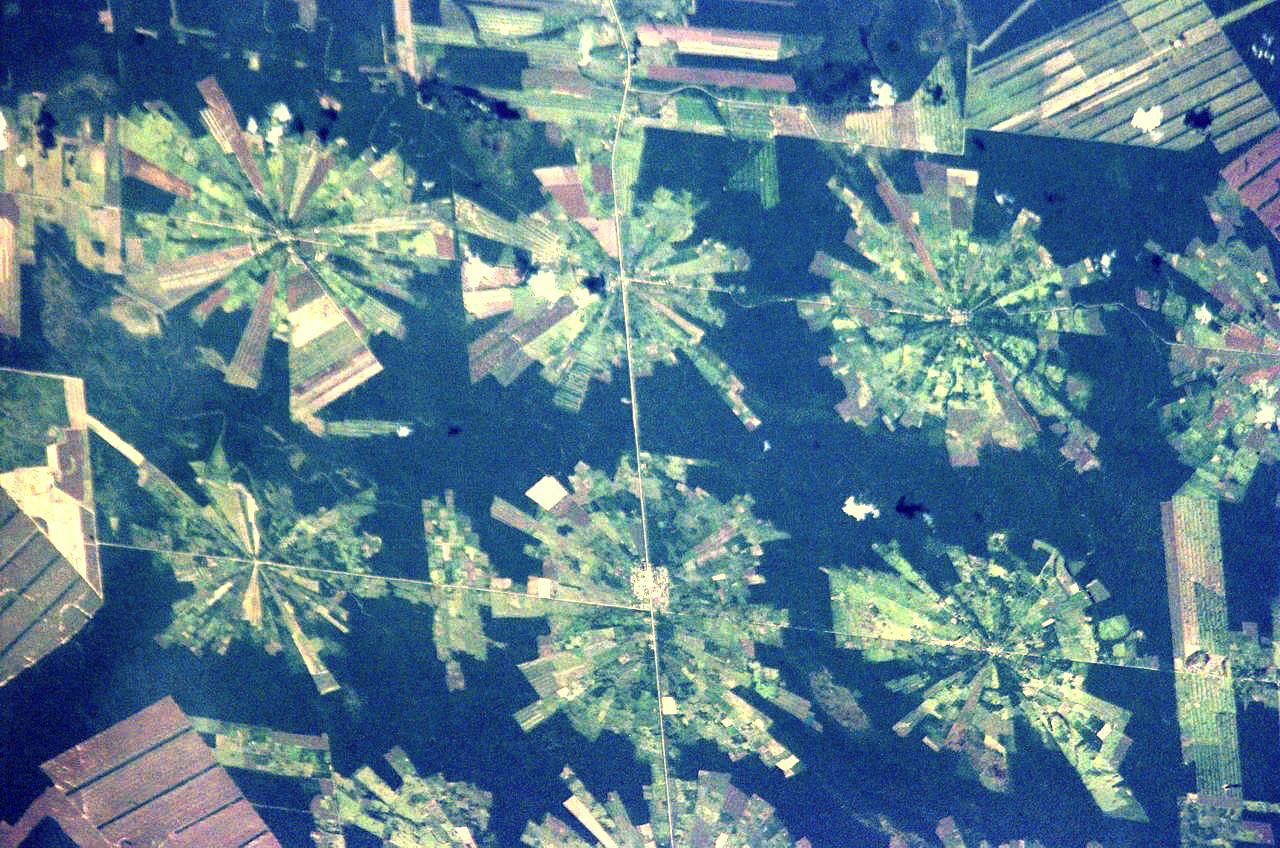
Fotografia de satèl·lit de desforestació a Bolívia: un bosc tropical originalment sec, s'està deixant fora del terreny per al cultiu de soja.

Les punts calents de biodiversitat són regions tropicals principalment que presenten altes concentracions d'espècies endèmiques i, quan es combinen tots els punts calents, poden contenir més de la meitat de les espècies terrestres del món. Aquests punts calents tenen una pèrdua i destrucció d'hàbitat. La major part de l'hàbitat natural de les illes i de les zones d'alta densitat de població humana ja s'ha destruït (WRI, 2003). Les illes que pateixen una destrucció d'hàbitat extrem inclouen Nova Zelanda, Madagascar, Filipines i Japó. A l'Àsia del Sud i de l'Est (especialment la Xina, l'Índia, Malàisia, Indonèsia i el Japó) i moltes zones de l'Àfrica occidental tenen poblacions humanes extremadament denses que permeten poc espai per a l'hàbitat natural. Les zones marines properes a ciutats costaneres molt poblades també s'enfronten a la degradació dels seus esculls de corall o d'altres hàbitats marins. Aquestes zones inclouen les costes orientals d'Àsia i Àfrica, les costes del nord d'Amèrica del Sud i el mar Carib i les seves illes associades.
Les regions d'agricultura insostenible o governs inestables, que poden anar de la mà, solen experimentar taxes elevades de destrucció d'hàbitat. Amèrica Central, Àfrica Subsahariana i les zones forestals tropicals amazòniques de l'Amèrica del Sud són les principals regions amb pràctiques agrícoles insostenibles i / o mala gestió del govern.
Les zones d'elevada producció agrícola solen tenir la major extensió de la destrucció de l'hàbitat. Als Estats Units, menys del 25% de la vegetació autòctona resta a moltes parts de l'Est i del Mig oest. Només el 15% de la superfície terrestre resta modificada per les activitats humanes a tot Europa.

## Ecosistemes
Les selves tropicals han rebut la major part de l'atenció sobre la destrucció de l'hàbitat. Dels aproximadament 16 milions de quilòmetres quadrats d'hàbitat de la selva tropical que existia originalment a tot el món, queden avui dia menys de 9 milions de quilòmetres quadrats. La taxa actual de desforestació és de 160.000 quilòmetres quadrats anuals, cosa que equival a una pèrdua d'aproximadament l'1% de l'hàbitat forestal original cada any.
Altres ecosistemes forestals han patit tanta o més destrucció com les selves tropicals. L'agricultura i la talla han afectat greument almenys el 94% dels boscos temperats de fulla ampla; molts estanys forestals de creixement antic han perdut més del 98% de la seva superfície anterior a causa de les activitats humanes. Els boscos secs de fulla caduca tropical són més fàcils de netejar i cremar i són més adequats per a l'agricultura i la ramaderia que les selves tropicals; per tant, menys del 0,1% dels boscos secs a la costa del Pacífic d'Amèrica Central i menys del 8% a Madagascar resten de la seva extensió original.
Les planes i les zones desèrtiques s'han degradat en menor mesura. Només un 10-20% de les zones seques del món, que inclouen praderies temperades, sabanes i matolls, matolls i boscos caducifolis, s'han degradat una mica. Però s'inclouen entre el 10 i el 20% de la terra els aproximadament 9 milions de quilòmetres quadrats de secà estacional que els humans han convertit en deserts mitjançant el procés de desertització. D'altra banda, les praderies més fortes de l'Amèrica del Nord tenen menys d'un 3% d'hàbitat natural que no s'ha convertit en terres de conreu.
Les zones humides i les zones marines han suportat nivells elevats de destrucció d'hàbitat. Més del 50% de les zones humides als EUA han estat destruïdes en els darrers 200 anys. Entre el 60% i el 70% de les zones humides europees han estat completament destruïdes. Al Regne Unit, hi ha hagut un augment de la demanda d'habitatge i turisme costaner que ha provocat una davallada dels hàbitats marins durant els darrers 60 anys. L'augment del nivell i les temperatures del mar han provocat l'erosió del sòl, les inundacions costaneres i la pèrdua de qualitat a l'ecosistema marí del Regne Unit. Al voltant d'una cinquena part (20%) de les zones costaneres marines han estat molt modificades pels humans. Una cinquena part dels esculls de corall també han estat destruïts i una altra cinquena ha estat greument degradada per la sobrepesca, la contaminació i les espècies invasores; El 90% dels esculls de corall de les Filipines sols han estat destruïts. Finalment, més del 35% dels ecosistemes de mangles a tot el món han estat destruïts.